# میشائل انده
میشائل آندرئاس هلموت انده (به آلمانی: Michael Andreas Helmuth Ende) (زاده ۱۲ نوامبر ۱۹۲۹ در گارمیش-پارتنکیرشن و درگذشته ۲۸ اوت ۱۹۹۵) نویسنده آلمانی ادبیات کودک و نوجوان و ادبیات فانتزی بود.
او به خاطر اثری با نام داستان بی‌پایان مشهور است. دیگر آثار مشهور او مومو ، جیم دکمه‌ای و لوک راننده و جادوگرانی که خودشان را جادو کردند است.
میشائل انده داستان‌های متعددی را برای کودکان نوشته‌است. جیم دکمه‌ای و لوک راننده، نخستین اثری بود که او برای کودکان نوشت. یکی از داستان‌های او به نام مومو باعث گردید او صاحب جایزه ادبیات نسل جوان آلمان گردد. در حوزه ادبیات فانتزی، کتاب داستان بی‌پایان این نویسنده از شاهکارهای او محسوب می‌گردد. کتاب‌های میشل آنده به بیشتر از ۴۰ زبان ترجمه شده‌اند. از آثار او برای پویانمایی، اپرا، نمایش و کتاب‌های گویا نیز اقتباس شده‌است.

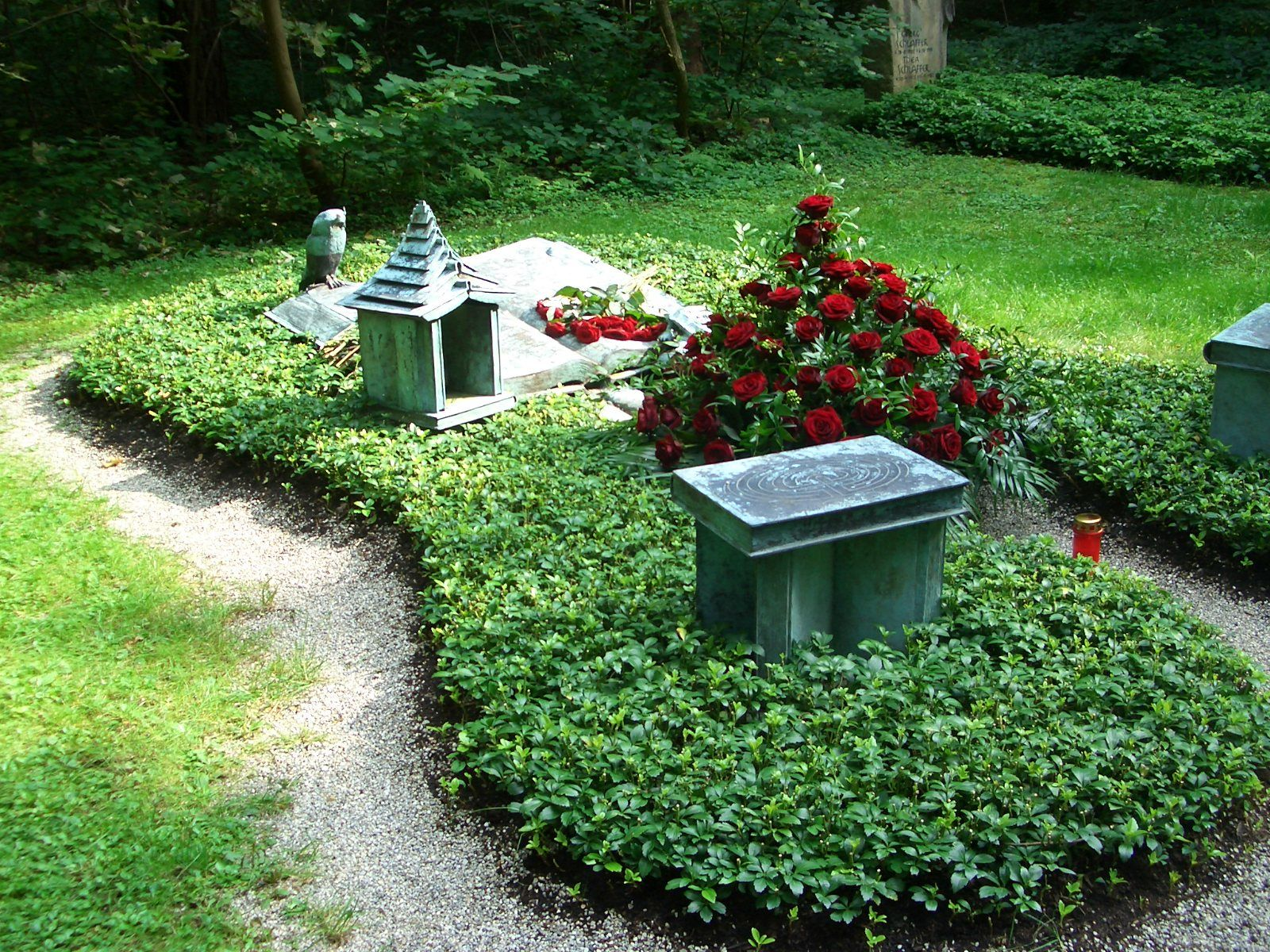